# François Lissarrague
François Lissarrague (* 5. August 1947 in Saint-Mandé bei Paris; † 15. Dezember 2021 in Paris) war ein französischer Klassischer Archäologe.

## Leben
François Lissarrague, Sohn des Luftwaffengenerals und Historikers Pierre Lissarrague (1920–2008), studierte an der Sorbonne in Paris. Er lehrte als Professor für Klassische Altertumswissenschaft (1972–1980), war Mitarbeiter am Centre national de la recherche scientifique (CNRS) (1980–1987), Chargé de recherche de 1ère classe am CNRS (1987–1995), Directeur de recherche  am CNRS (1995) am  Centre Louis Gernet. Von 1996 bis zu seiner Emeritierung 2016 war er Directeur d’études an der École des hautes études en sciences sociales in Paris. Im Jahr 2014 war François Lissarrague Sather Professor für Klassische Literatur an der University of California in Berkeley.
Er war einer der weltweit führenden Wissenschaftler auf dem Gebiet der antiken griechischen Ikonographie. Sein Hauptinteresse galt der Interpretation attischer Bilder: Symposium, Sport, Krieger, Helden und Götter. Er beschäftigte sich auch mit Fragen des Geschlechts und interessierte sich für soziologische und strukturalistische Ansätze der Antike.

## Schriften (Auswahl)
- Un flot d’images. Une esthétique du banquet grec. Paris 1987, ISBN 2-87660-001-3.
- L’autre guerrier. Archers, peltastes, cavaliers dans l’imagerie attique. Paris 1990, ISBN 2-7071-1944-X.
- mit Irène Aghion, Claire Barbillon: Héros et dieux de l’antiquité. Guide iconographique. Paris 1994, ISBN 2-08-011746-7.
- Vases grecs. Les Athéniens et leurs images. Paris 1999, ISBN 2-85025-706-0.
- La cité des satyres. Une anthropologie ludique (Athènes VIe-Ve siècle avant J.-C.). Éditions de l'École des hautes études en sciences sociales, Paris 2013, ISBN 978-2-7132-2384-6.